# 明朝王府

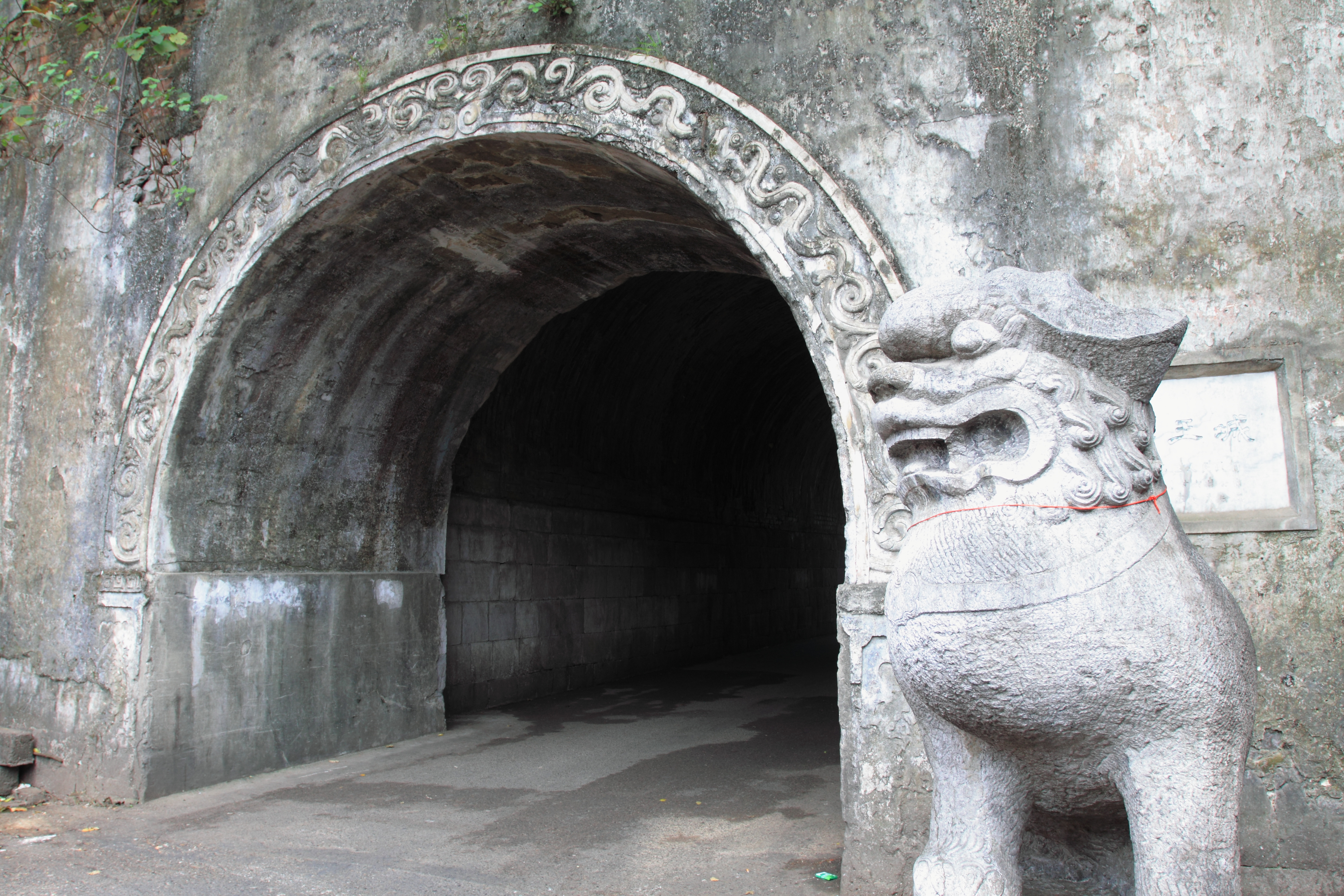
桂林明靖江王府端礼门

明朝王府为明朝亲王、郡王理政及居住的府邸。依據《大明会典》，明代王府分为亲王府、郡王府两等。亲王府制度拟于宫室，有王城、四门、前三殿、后两宫、宗庙、山川社稷坛等建筑；而郡王府则为四合院式建筑。
明朝共实封亲王六十三位，在陕西、山西、北平、山东、河南、湖广、江西、四川、广东九承宣布政使司、云南以及北平、陕西行都指挥使司，万全、辽东都指挥使司等地建造亲王府四十六处，另在广西有亲王府规格的靖江王府一座。
明朝两京十四布政使司中，福建、贵州、交趾，以及南京未设王府。浙江虽有亲王分封，但并未营建王邸，旋改封别处。北平布政使司后升为京师，燕王府拆除后翻建为今日的故宫。
明朝灭亡后，各地明朝所建的亲王府、郡王府多被焚毁或拆除。现仅存桂林靖江王府城门、殿陛，大同代王府九龙壁，襄阳襄王府绿琉璃影壁，钟祥兴王府凤翔宫，开封周王府龙亭，南阳唐王府王府山、新乡潞王府望京楼、安阳赵王府高阁寺、南昌宁王府“屏翰”仪门碑、青州衡王府石坊、兰州肃王府大门遗址、成都蜀王府石柱、西安秦王府城墙等遗迹。

## 王府官制
洪武二十八年八月二十七日，更定王府官制，長官司左右長史各一人（正五品）、典簿一人（正九品），審理所審理正一人（正六品）、審理副一人（正七品），典膳所典膳一人（正八品）、典膳副一人（從八品）；奉祠所奉祠正一人（正八品）、奉祠副一人（從八品）、典樂一人（正九品），典寶所典寶正一人 （正八品）、典寶副一人（從八品）；紀善所紀善二人 （正八品），良醫所良醫正一人（正八品）、良醫副一人 （從八品）；典儀所典儀正一人（正九品）、典儀副一人 （從九品），引禮舍人三人（未入流），工正所工正一人（正八品）、工正副一人（從八品）；伴讀四人、教授無定員（俱從九品），庫大使、副使各一人（未入流）。其護衛指揮使司官並屬官，隨軍多寡設置，不拘員數，品秩、俸祿並同在京衛分。儀衛司儀衛正（正五品）、儀衛副（從五品）、典仗六人（正六品）。

## 规制

### 亲王府规制
明朝亲王府邸的规格布局与皇宫相似，中心为四面设有城门和城墙的府城，称为王城。其正门（南门）为端礼门，东门为体仁门，西门为遵义门，北门为广智门。端礼门内有承运门，承运门内为承运殿、圜殿和存心殿前三殿。存心殿之后为宫门，前寝宫、穿堂、后寝宫及后宫门。出后宫门为王城北门广智门。
除了中路宫殿外，王城内还设有东西三所、世子所、书堂、退殿，以及典膳所、典宝所、承奉司、六局、浆糨房、内使歇房等建筑。王城内还设有宗庙、山川坛、社稷坛。王城外通常围以萧墙，南向正门称棂星门，其他三门名称与王城城门名称相同。
除了王府外，明初禁止亲王在封国所在之地另外兴建离宫园林。
明朝王府的规格下天子一等，低于南京及北京皇宫。按周礼“天子五门、诸侯三门”之制，明朝南北两京皇宫设大明门、承天门、端门、午门、奉天门五门，而王府只设棂星门、端礼门、承运门三门。明朝皇宫奉天殿、华盖殿、谨身殿面阔分别为九间、五间、九间，用黄色琉璃瓦、金龙藻井；而王府承运殿、存心殿各为七间（弘治年间所定规制），青色琉璃瓦、窠拱攒顶藻井，等级低于皇宫。
明朝时期，大明会典规定了亲王府邸的规模，王府门、殿及各处建筑尺度主要包括以下内容：

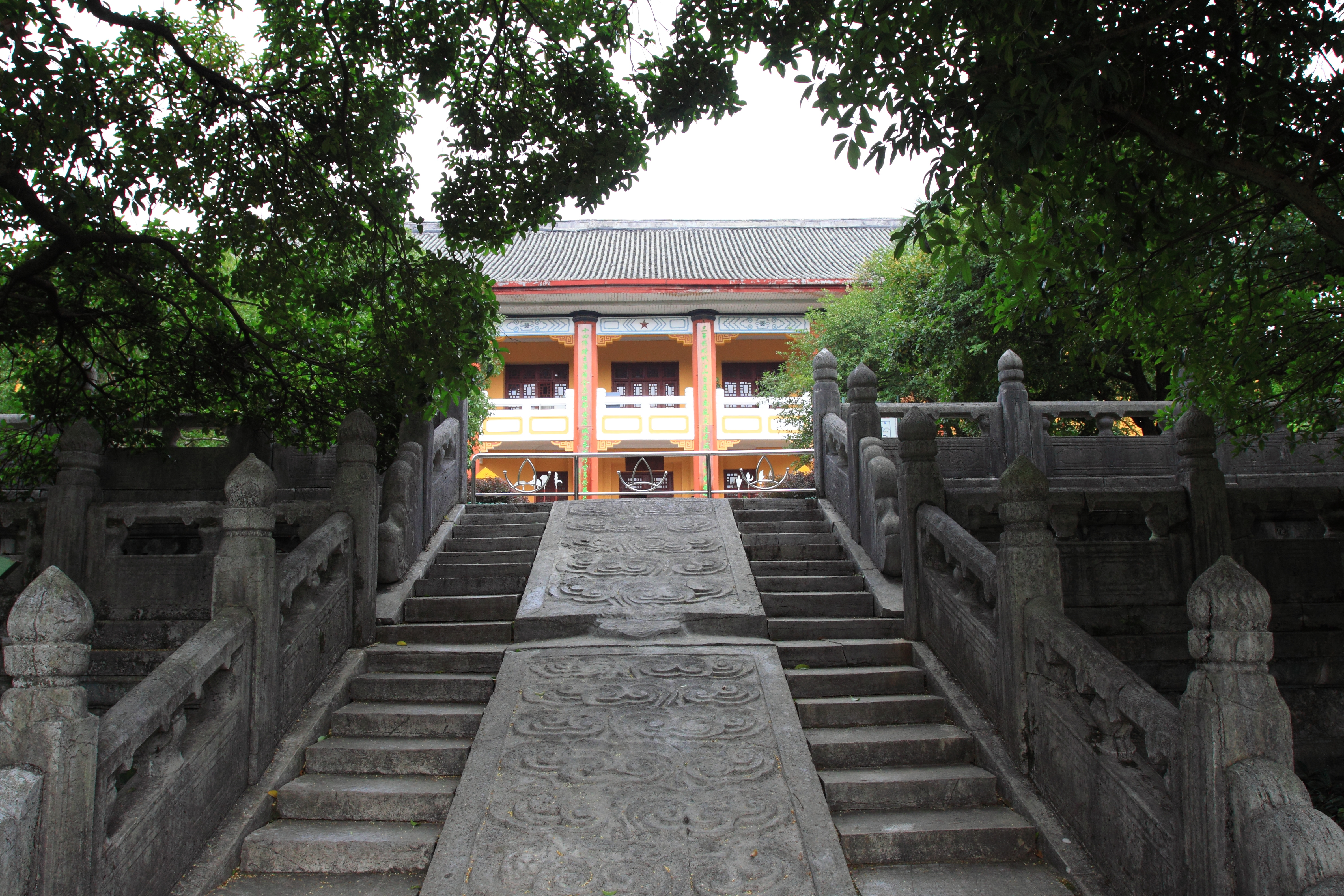
桂林明靖江王府承运殿台基及殿陛

- 洪武四年定：王城高二丈九尺（9.019米），下阔六丈（18.66米），女墙高五尺五寸（1.71米）。城河宽十五丈（46.65米），深三丈（9.33米）。正门台高四尺九寸五分（1.54米），廊房地高二尺五寸（0.775米）。正殿基高六尺九寸（2.146米），月台高五尺九寸（1.835米）。王宫门高三尺二寸五分（1.01米），后宫地高三尺二寸五分（1.01米）。正门、前后殿、四门、城楼饰以青绿点金，廊房饰以青黑，四门、正门以红漆金涂铜钉。宫殿窠拱攒顶，中画蟠螭。饰以金边画八吉祥花。前后殿座用红漆金蟠螭。帐用红销金蟠螭。座后壁则画蟠螭、彩云（后改为龙）。立社稷、山川坛于王城内之西南，宗庙于王城内之东南[6]。
- 洪武七年定：亲王所居，前殿名承运，中曰圜殿，后曰存心。四城门，南曰端礼，北曰广智，东曰体仁，西曰遵义。王城之外周垣，四门，其南曰棂星，余三门同王城门名。
- 洪武九年定：亲王宫殿门庑及城门楼，皆覆以青色琉璃瓦，如东宫之制。王府唯正殿得饰朱红、大青绿，余居室止饰丹碧[7]。王国宫城外左立宗庙，右立社稷。社稷之西立风云雷雨山川神坛，坛西立庙。宗庙许立五庙，以始封之王为始祖，靖江王以南昌王为始祖。社稷坛建望殿、拜殿，社主用钟山之石，亲王之国时载以行[8]。
- 洪武十一年定：亲王宫城，周围三里三百九步五寸，东西一百五十丈二寸五分（466.6米），南北一百九十七丈二寸五分(612.75米）。
- 洪武十二年定燕王府制度：社稷山川二坛在王城南之右。王城四门，东曰体仁，西曰遵义，南曰端礼，北曰广智。门楼廊庑二百七十二间，中曰承运殿，十一间。后为圆殿，次曰存心殿，各九间。承运殿之两庑为左右二殿。自存心承运周回两庑，至承运门，为屋百三十八间。殿之后为前中后三宫，各九间。宫门两厢等室九十九间。王城之外周垣四门，其南曰灵星，余三门同王城门名。周垣之内堂库等室一百三十八间。凡为宫殿室屋八百一十一间[9]。
- 洪武十三年定王国山川社稷坛制度：社稷分坛，相距三丈五尺，各方三丈五尺，高三尺五寸，四出陛，壝墙广二十丈，置棂星门四。外垣北门置屋，南面神门，无屋。社主石长三尺五寸，阔一尺五寸。
- 弘治八年谕：「今次差去湖广江西山东修盖王府官，相度各府城池。若是城狭人密，不必拘北方王府周围丈尺。」[10]定王府规制[11]：
  - 前门五间，门房十间，廊房一十八间
  - 端礼门五间，厢房六间，门房六间
  - 承运门五间
  - 前殿七间，穿堂五间，后殿七间，周围廊房八十二间
  - 家庙一所，正房五间，厢房六间，门三间
  - 书堂一所，正房五间，厢房六间，门三间，左右盝顶房六间
  - 宫门三间，厢房十一间
  - 前寝宫五间，穿堂七间，后寝宫五间，周围廊房六十间
  - 宫门三间，盝顶房一间
  - 东西各三所：每所正房三间，后房五间，厢房六间；多人房六连，共四十二间
  - 退殿：门三间，正房五间，后房五间，厢房十二间，茶房二间，净房一间
  - 世子府一所，正房三间，后房五间，厢房十六间
  - 浆糨房六间，净房六间，库十间
  - 山川坛一所，正房三间，厢房六间
  - 社稷坛一所，正房三间，厢房六间
  - 宰牲亭一座，宰牲房五间
  - 仪仗库，正房三间，厢房六间
  - 典膳所，正房五间，穿室二间，后房五间，厢房二十四间。库房三连一十五间
  - 承奉司，正房三间，厢房六间，承奉歇房二所，每所正房三间，厨房三间，厢房六间
  - 六局，共房一百二间：每局正房三间，后房五间，厢房六间，厨房三间
  - 内使歇房二处，每处正房三间，厨房六间，歇房二十四间
  - 禄米仓三连，共二十九间[12]
  - 收粮厅正房三间，厢房六间
  - 马房三十二间，盝顶房三间，后房五间，厢房六间，养马房一十八间
  - 东西北三门，每门三间，门房六间
  - 大小门楼四十六座；墙门七十八处；井一十六口
  - 寝宫等处周围砖径墙，通长一千八十九丈
  - 里外蜈蚣木筑土墙，共长一千三百一十五丈

由上述规制可见，明朝亲王府面积约为20到30万平方米，内有宫殿屋宇约八百间左右。作为对比，紫禁城面积为72万平方米，内有宫殿屋宇约八千三百多间。
大明会典虽规定了王府制度，但因用地面积等原因可有权变或减杀。比如根据明朝正德《大同府志》附图，大同代王府有裕门（相当于棂星门）、端礼门、承运门、承运殿、崇信门、存心殿、长春宫、广智门；东路依次为广赡仓、长春（寿）宫、望亲楼、清暑殿、宗庙、燕居之殿、后殿；西路为戟门、社稷坛和风云雷雨山川坛、大成之殿、穿廊、谨德殿、后殿等。代王府平面图中并无明显的王城、萧墙之分，端礼门并非城台殿座式建筑，而是宫门式建筑，后宫区域也无前寝宫、后寝宫之分，而是只有长春宫（左右另有二宫，或为宫门）。

### 郡王府规制
天顺四年规定郡王府规格为：每位盖府屋共四十六间。前门楼三间五架。中门楼一间五架。前厅房五间七架，厢房十间五架。后厅房五间七架，厢房十间五架。厨房三间五架，库房三间五架，米仓三间五架，马房三间五架。靖江王府为特例，王城、承运殿等比照亲王府邸规制营建。当年山西布政使司、按察使司在代州、蒲州、霍州、忻州、绛州为代王府各郡王营建王府，工部具府第式样以进，明英宗定王府基址“地东西二十丈，南北三十丈，俾勿过制”。
成化十四年三月，重定郡王府规格，前门、中门各三间五架；前殿、后殿各七间七架；前后东西厢房各五间五架；典膳所、书堂各三间五架
从2011年发掘济南宁阳、宁海两郡王府邸遗址的情况来看，宁阳王府占地约1.1万平方米，有100多间房屋，主院多达五进，东跨院为三进，西跨院为两进，还有回廊、厢房等建筑，超过了会典规定的规模。2017年开封发现周藩永宁王府遗址，分为中、东、西三路，中路有大门、影壁、仪门、前厅房、后厅房、花园等建筑，南北进深122米，东西面阔约42米。
《大明会典》规定，郡王、镇国将军至奉国将军、镇国中尉至奉国中尉、郡主至乡君府第，于出府之日奏请勘报，无房屋者由有司给价，自行起盖。
郡王等府第给价则例：
- 山西：晋、代、瀋府郡王一千两；镇国将军六百两；辅国将军、郡主五百两；奉国将军、镇国辅国中尉、县主、郡君、县君四百两；奉国中尉、乡君三百两；庶人一百两。
- 湖广：辽、岷、楚、荆、吉、襄府郡王一千两；镇国将军七百两；辅国将军六百六十两；奉国将军六百二十两；镇国、辅国、奉国中尉、郡主五百两；县主四百六十两；郡君四百两；县君三百六十两；乡君三百四十两。
- 陕西：秦、韩、庆、肃府郡王在城一千五百两，寧夏、平凉九百两；郡主、五百三十两；镇国将军一百七十五两；县主、郡君、县君、乡君俱自行起盖。
- 河南：唐、郑、赵、伊、周、徽、崇府郡王官拨地基、料价一千一十两。
- 山东：德、鲁府郡王一千两；镇国将军六百两；辅国将军五百两；奉国将军四百五十两；中尉四百两；郡主五百两；县主三百五十两；郡君二百五十两；县君二百两；乡君一百五十两。
- 江西：淮、寧府有地基郡王一千二百两；镇国将军六百两；辅国将军五百五十两；奉国将军四百五十两；奉国中尉四百两。
- 四川：蜀府内江等五府子女，由蜀府出办工料、摘拨护卫军成造；蜀府镇国将军二百四十两；辅国将军二百两；奉国将军一百二十两；镇国中尉一百两；辅国中尉八十两；奉国中尉六十两；郡主二百两；县主二百两（后议减五十两）；郡君一百六十两（后议减二十两）；县君一百二十两（后议减二十两）；乡君八十两（后议减十两）。
- 广西：靖江王府奉国将军一百六十两；奉国中尉八十两；庶人四十两。

## 明代各地亲王府分布情况
明代亲王分封情况详见明朝藩王列表。各府情况按照封藩先后顺序排列。

### 陕西布政使司

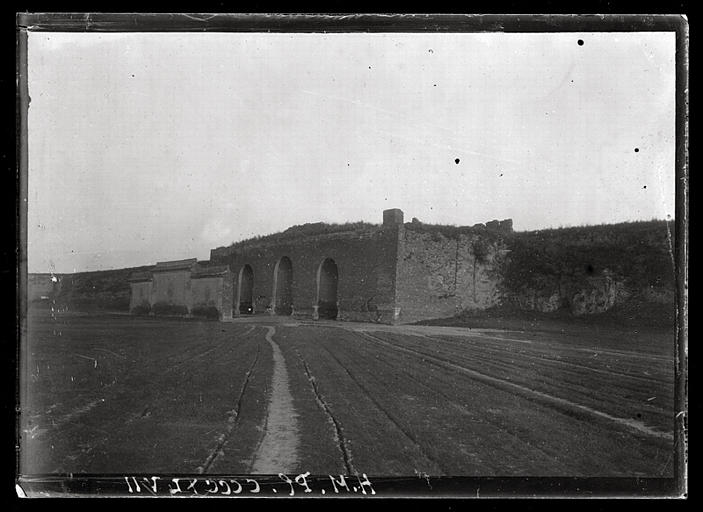
西安秦王府端礼门遗存，1907年Édouard Chavannes拍摄

- 西安府长安县：洪武三年（1370年）四月明太祖封秦王朱樉于此[22]，命长兴侯耿炳文及陕西都指挥使濮英主持营建秦王府。秦王府依元朝陕西行中书省台治，在原宋元时期城墙（韩建新城）外东北处兴建秦王府。王府设端礼、体仁、遵义、广智四门。王城城墙土夯，外包城砖，南北长二百一十丈，东西阔一百二十八丈，高二丈九尺五寸。女墙高五尺五寸。城河阔五丈，深三丈。王城外围萧墙周长九里余[23]。随后耿炳文主持扩建西安府城，将王府包入城中。洪武十一年（1378年）秦王就藩。之后数代秦王对王府多有增建，王府有匾，上书“天下第一藩封”[24]。宣德年间，秦怀王朱志均上奏称承运殿岁久弊坏，乞留陕西各卫征进官军五千人修造，从之。整修之后的秦府“宫殿轩敞，川园亭池极一时之丽观”[25]，特别是秦简王朱诚泳引龙首渠、通济渠水入王城护城河，河中种植莲花，建造亭台阁榭[26]。景泰三年（1452年）八月，秦王府失火，九月秦康王朱志奏称“本府承运殿及门俱被火灾，乞令陕西都布二司修造”，诏曰“军民差役繁重，贫难缺食，命本府自修之”。嘉靖二年（1523年）九月秦府宫殿失火。崇祯十六年，李自成占西安，秦王朱存極降，秦王府被李自成改为大顺王府。清朝顺治六年（1649年）拆毁王城内主要殿宇建筑，改为满城八旗校场。雍正元年（1723年）西安都城隍庙失火，川陕总督年羹尧拆除王城内残存建筑，用木料石料修建都城隍庙。至清末民初，秦王府王城被讹称为“皇城”。1927年1月，在于右任建议下，冯玉祥将“皇城”改名为“红城”，并将陕西省政府从北院门移至此。石敬亭主持陕政时,改名为“新城”，并改四门名称，西门为“前进门”，东门为“奋斗门”，南门为“努力门”，北门为“自新门”[27]。陕西省政府和西安绥靖公署先后驻扎于此。新城现为陕西省人民政府驻地，1983年拆毁北门，现存有数段夯土城墙残迹。
- 汉中府南郑县：洪武十一年（1378年）正月明太祖封汉王朱楧于此[22]，以年幼未建王府。洪武二十五年（1392年）三月改封朱楧为肃王，封国迁至陕西行都指挥使司甘州左卫。天启七年瑞王朱常浩封于此，建瑞王府。崇祯十六年李自成攻汉中，瑞王逃亡，在重庆被杀。王府废。现存莲花池。
- 平凉府平凉县：洪武二十五年（1392年）三月明太祖改封汉王朱楧为肃王，封国于甘州左卫，命暂驻平凉。洪武二十八年（1395年）肃王就藩甘州。洪武二十四年（1391年）明太祖封安王朱楹于此，建安王府[22]。永乐十五年（1417年）安王薨，无子，国除。永乐二十二年（1424年）明成祖改封韩王朱松于此，以故安王府为王府[22]。宣德初年朱松请徙江南，不许。又请挪用护卫屯田地租修缮王府、建邸第，许之。遂由主事毛俊主持翻修扩建韩王宫邸，并营建襄陵王、乐平王府，及岷州广福寺。宫墙周围五里，高一丈五尺。有棂星门、端礼门、广智门、体仁门、承运门、承运殿、存心殿、东府宫、崇文书院、秉忠堂（便堂）、慎德堂（斋堂）、惠迪堂、玉渊堂、宾馆堂、琴堂、揽秀楼、看花楼、金香亭、体艮亭、寿柏亭、永春园、聚景园等建筑。[28]在府城之北二里还有韩昭王修建的园林“暖泉城”，内有迎宾楼、承晖阁、喜雨阁、观澜阁、汇流堂、金鱼堂、夏赏亭、柳湖山、水乐亭等建筑。[29]正统三年（1438年）十二月韩王府承运殿火灾。崇祯十六年（1643年）李自成攻陷平凉，韩王朱韶䐾被执，王府废。
- 临洮府兰县：建文元年（1399年）肃王朱楧因甘州左卫逼近边塞，乞内附，明惠宗改封肃王至此，建肃王府[22]。王府周垣三百余丈，墙高二丈余，外垣周长约三里。有棂星门、仪门、端礼门、东过门、西过门、承运门、承运殿、存心殿、王（寝）宫、东宫、西宫、肃庙（王府宗庙）、书堂等建筑。王府东北隅为宫苑“凝熙园”，凝熙园北面为肃王府北墙，原为兰州旧城北城墙的一段，墙上建有拂云楼。[30]崇祯十六年李自成攻陷兰州，肃王朱识鋐及宗人被害。清初改为甘肃巡抚府，乾隆二十九年改为陕甘总督府。民国后为甘肃省都督、将军、督军署、甘肃省政府所在地。1950年甘肃省人民政府、兰州市人民政府和中共兰州市委设于此，后陆续拆毁王府城墙、拂云楼、望河楼等残存建筑。
- 庆阳府安化县：洪武二十四年（1391年）四月明太祖封庆王朱㮵于此，建庆王府。洪武二十六年（1393年）九月改封于宁夏卫。
- 宁夏卫宁夏镇：洪武二十六年（1393年）九月明太祖改封庆王朱㮵于此。但因粮饷不足，命令暂驻韦州。洪武三十年（1397年）复在宁夏镇城南薰门内建庆王府，座落于四鼓楼南，萧墙高一丈二尺，周围二里，形状为正方形，王府之外建有逸乐园、迎宾馆等多处园林。此外在宁夏镇城西部还建有寿阳王、巩昌王、弘农王等郡王府邸[31]。万历三十七年（1609年）正月庆府失火，焚寝殿及帑藏，六月庆府再度失火。崇祯十六年宁夏陷落，庆王被执，王府被毁。
- 宁夏卫韦州千户所：洪武二十六年（1393年）九月明太祖改封庆王朱㮵于宁夏卫[22]，但因宁夏粮饷不足，命令庆王暂驻于韦州就食。永乐年间允许庆王每年春天至韦州避暑，秋季返回宁夏。宣德三年（1428年）庆王奏请以韦州为驻地，不许。但此后历代庆王仍以韦州为葬地。
- 岷州卫：洪武二十四年（1391年）四月明太祖封岷王朱楩于此，建岷王府[22]。洪武二十六年（1393年）改封云南。
- 凤翔府凤翔县：永乐二十二年（1424年）七月明仁宗封郑王朱瞻埈于此，因嫌“陇人多瘿”，宣德四年（1429年）改封河南怀庆府[32][22]。

### 陕西行都指挥使司
- 甘州左卫：洪武二十五年（1392年）三月明太祖改封汉王朱楧为肃王，封国自陕西汉中府迁于此，建肃王府。因甘州地近边塞，而陕西各卫所兵员未征集满员，故命肃王先暂驻于陕西平凉。洪武二十八年（1395年）肃王就藩。建文元年肃王请求内附，遂改封于兰州。

### 山西布政使司

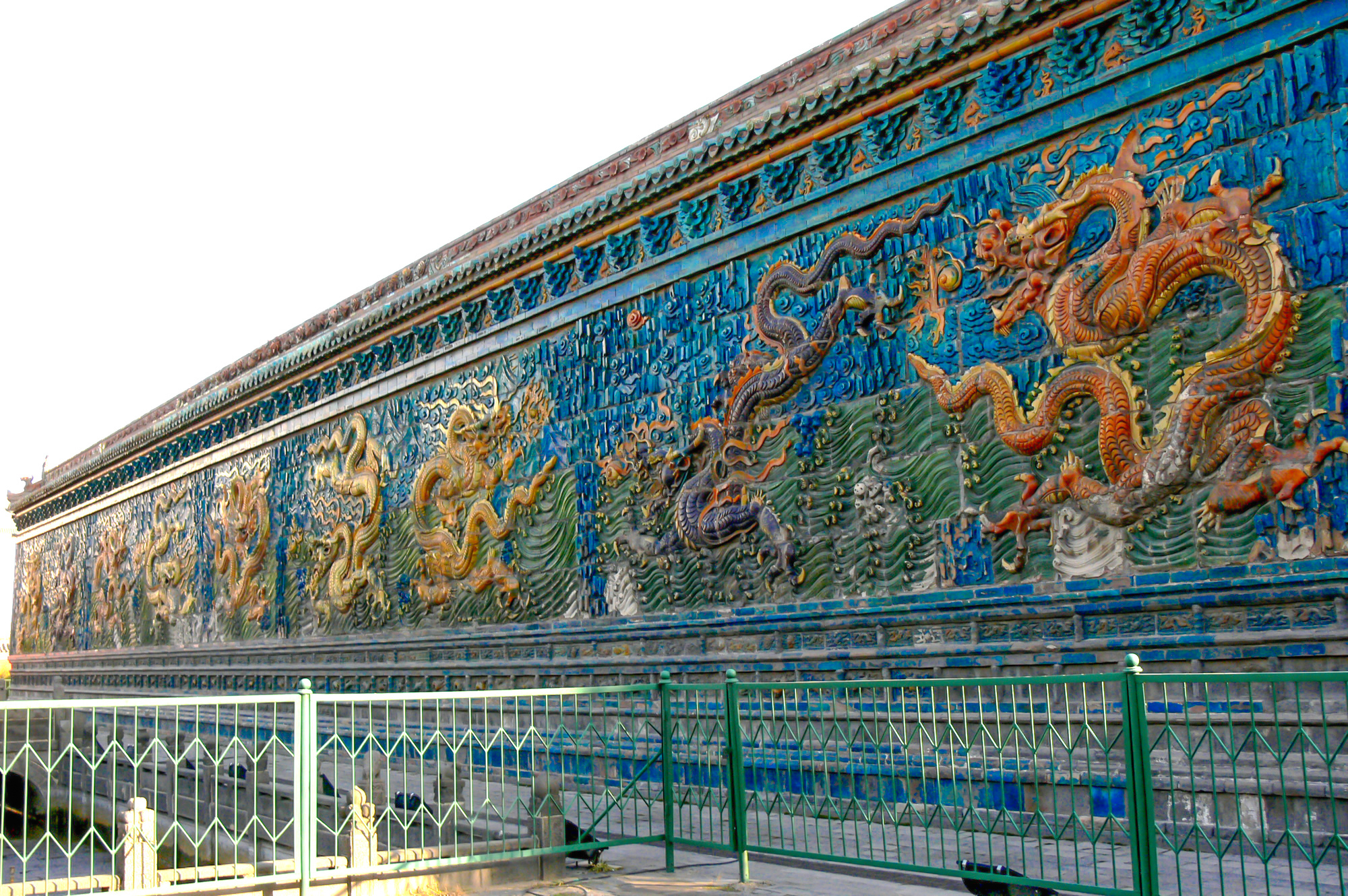
大同代王府九龙壁

- 太原府阳曲县：洪武三年（1370年）四月明太祖封晋王朱棡于此，建晋王府[22]。洪武十一年（1378年）就藩。晋王府由永平侯谢成督建，最初选址在太原城南四十里晋祠附近的唐朝太原城故址，但因王府上梁时多次被风吹落，因此最终改在宋代太原城外东侧建王府，然后将宋代城墙向外扩展，将王府包于其中。晋王府位于太原鼓楼东北部，府城南北长一百九十七丈二寸五分，东西阔一百五十丈二寸五分，设有端礼（南华门）、体仁（东华门）、遵义（西华门）三座正门，而由于多大风而未建北门。府城外有萧墙，城内设有长史司、审理所、典膳所、典宝所、奉祠司、纪善所、良医所、典医所、工正所、群牧千户所、仪卫司等机构，王府周围有庆成王、宁化王、临泉王、方山王、广昌王、宁河王等郡王府[33]。成化十八年（1482年）十二月宁河王府失火，弘治十三年（1500年）十一月宁河王府再度失火。清朝顺治三年（1646年）四月十二日，晋王府毁于火。现存东丹墀、西丹墀、东夹巷、西夹巷、天地坛街、皇庙巷（现存皇庙，即明朝晋王宗庙）、典膳所街、南华门街、东华门街、西华门街、东萧墙、西萧墙、南萧墙、北萧墙等地名。
- 大同府大同县：洪武二十五年（1392年）三月明太祖改封豫王朱桂为代王，自江西南昌改封于此，建代王府[22]。原址为辽金西京国子监。王府位于大同府十字街东北，南北长一百丈，东西阔七十五丈，中轴线从南至北建有裕门、端礼门、承运门、承运殿、崇信门、存心殿、长春宫、广智门。东轴线从南到北有广赡仓、长春宫、望亲楼、清暑殿、宗庙、燕居之殿、东后殿。西轴线从南到北有戟门、社稷坛、风云雷雨坛、大成之殿、谨德殿、西后殿等建筑[34]。 正统四年（1439年）三月代王府寝殿火灾。崇祯十七年（1644年）李自成攻陷大同，执代王朱傳齌，王府毁于火，仅九龙壁幸存。2011年起，大同市政府开始在原中轴线（九龙壁所在地）偏东处重建代王府。
- 潞安府长治县：原为晋藩庆成王府邸。永乐六年（1408年）明太宗迁瀋王朱模于此[22]因年岁干旱，民力凋敝，而庆成王朱济炫已迁回太原，故将其府邸改为沈王府[35]崇祯十六年李自成破潞安，瀋王朱迥洪被执，王府废。
- 平阳府临汾县：泰昌元年（1620年）八月，拟封桂王于此，旋改封湖广衡州府，天启七年就藩[36]。

### 北平布政使司
- 北平府宛平县：洪武三年（1370年）四月明太祖封燕王朱棣于此，将元朝旧宫改建为燕王府。洪武六年（1373年）令“王府公厅造作可暂停罢”，而燕王府“社稷、山川坛望殿未覆瓦，王城门未甃，恐为风雨所坏”，命工匠完成剩余工程[37]。洪武十一年（1378年）燕王就藩。洪武十二年（1379年）十一月燕王府工程竣工，主管者华云龙绘图进呈明太祖预览。其制为承运殿十一间，圆殿、存心殿各九间，周围廊庑一百三十八间。殿之后为前、中、后三宫，各九间，周围廊庑九十九间。王府四门依制命名，共有宫殿室屋八百一十一间[38]。关于燕王府的具体位置，长期以来一直有两种说法，其一认为以元朝隆福宫为王府，这种说法始于明清，如严嵩《钤山堂集》称西苑仁寿宫“乃成祖潜邸”；《涌幢小品》“文皇初封于燕，以元故宫为府，即今之西苑也。靖难后，就其地亦建奉天诸殿。十五年改建大内于东，去旧宫一里许”[39]；《春明梦余录》“燕府因元旧宫，即今之西苑”[40]；《光绪顺天府志》“明成祖初封于燕，其邸即元故宫……太宗登极后，即故宫重建奉天三殿，以备巡幸受朝。永乐十五年始改建皇城于东，去旧宫里许，悉如金陵之制”[41]。民国及现代多沿用此观点。另一派说法认为燕王府位于元朝故宫内[42]，但多是将“元故宫”理解为元朝大内。因燕王府系元朝旧内，建筑多有逾制，故明太祖在洪武十一年十二月特地诏谕“除燕王宫殿为元旧，诸王府营造不得引以为式”。燕王发动靖难战役，之后登基成为明成祖。从永乐四年（1406年）起，开始营建北京宫城。永乐八年（1410年）明成祖即位后首次巡狩北京，将燕王府改为行在，并予以升格。原燕王府正中为奉天殿（原承运殿），左右二殿，南为奉天门，左右为东西角门；奉天门南为午门（原端礼门），午门之南为承天门（棂星门），为五间木牌楼建筑。奉天殿之北为华盖殿（原圜殿）、谨身殿（后殿，原存心殿）、凉殿、暖殿、仁寿宫、景福宫、仁和宫、万春宫、永寿宫、长春宫等，共建屋宇一千六百七十楹[43]。永乐十九年（1421年）北京宫殿营建完毕后，西内改为西宫。嘉靖二十一年改为万寿宫。明朝末年荒废，清朝改为民居。
- 大名府元城县：洪武十一年（1378年）正月明太祖封卫王朱植于此，因王年幼，未建王府。洪武二十五年（1392年）三月改封朱植为辽王，封国广宁卫。洪武三十一年（1398年）卫河决口，故大名府城淹圮。

### 北平行都指挥使司
- 大宁卫：洪武二十四年（1391年）四月明太祖封宁王朱权于此，洪武二十六年（1393年）就藩，建宁王府。大宁卫借用辽中京之东垣、南垣，北面二分之一，西面缩进三分之一。宁王府居于大宁卫城北垣偏西位置，为王城之制，有南、东、西三门，王城北垣与大宁卫北垣共用城墙，不设北门。永乐元年（1403年）宁王改封于江西南昌府，大宁弃守，原宁王府荒废。

### 万全都指挥使司
- 宣府左卫：洪武二十四年（1391年）四月明太祖封谷王朱橞于此，建谷王府，为王城之制。洪武二十八年（1395年）就藩。永乐元年（1403年）改封谷王于湖广长沙府。

### 辽东都指挥使司
- 广宁卫：洪武二十五年（1392年）三月明太祖改封卫王朱植为辽王，封于此，二十六年（1393年）就藩。因未建王府，故于大凌河北树栅为营。明太祖命武定侯郭英修筑辽王府，其时因高丽为争夺铁岭卫而屯兵鸭绿江畔，明太祖于洪武二十八年（1395年）四月命暂罢王府修建工役[44]。至洪武三十年（1397年）方命杨文督继续营缮，并增高王城雉堞，以严防卫[45]。明成祖起兵靖难后，辽王渡海内附，被明惠宗改封于荆州。
- 沈阳中卫：洪武二十四年（1391年）四月明太祖封沈王朱模于此，因王年幼，居于京师，未营建王府。永乐六年（1408年）明成祖改封沈王于山西潞州（嘉靖六年升为潞安府）。弘治十三年（1500年）八月沈王府火。清初王府被废。
- 三万卫：洪武二十四年（1391年）四月明太祖封韩王朱松于此，因王年幼，居于京师，未营建王府。永乐五年（1407年）韩宪王朱松在南京去世，葬于南京。永乐二十二年（1424年）明成祖封其子韩恭王于陕西平凉府。

### 山东布政使司
- 青州府益都县：洪武三年（1370年）四月明太祖封齐王朱榑于此，建齐王府[22]，王府南北长二百零七丈，东西阔一百八十二丈，原址为青州益都县治。洪武十五年（1382年）就藩。永乐四年（1406年）废齐王，幼子朱贤爀安置庐州（后置于南京）。永乐十三年（1415年）封汉王朱高煦于此，后改封于乐安州。景泰二年（1451年）六月废齐王府失火，承运殿、存心殿及宫门两庑被焚毁[46]。景泰五年山东都布按三司会奏：“齐庶人旧府殿宇，或火或朽，弊已甚，徒劳守者，请毁其梁栋以修城楼，售其器物以赈贫民，免其看守军夫以事田亩”，从之[47]。成化二十三年（1487年）封衡王朱祐楎于此，重建衡王府[22]。顺治元年（1644年）末代衡王朱由棷降清，顺治三年（1646年）与弘光帝、潞王、荆王、秦王、晋王等十一王在北京同时遇害，王府抄没、拆毁，一部分木石被用于修建法庆寺，其余则运往济南，修建山东巡抚都察院府署[48]。现存王府石坊。
- 兖州府滋阳县：洪武三年（1370年）四月明太祖封鲁王朱檀于此，武定侯郭英主持建造鲁王府，洪武十八年（1382年）就藩。鲁王为洪武三年首批册封的十王之一，王府为宫城之制，砖包夯土城墙，四面辟端礼、体仁、广智、遵义四座城门，中为宫殿。端礼门之外，左为社稷坛，右为风云、雷雨、山川坛。为容纳王府，将兖州城南墙南移二里三十丈，原南护城河“丰兖渠”横贯城中，河上横跨石桥三座，成金水河之制。万历年间鲁王于中桥南端建牌楼一座，雕梁画栋，钩金沥粉，四角飞檐，上书“培英坊”，文化大革命时拆毁。王府门前有御街，从兖州府城南门延薰门经过中桥和培英坊，直达王府萧墙棂星门，门前西侧为王府长史司等衙门，东侧为纪念杜甫的少陵台。御街前，左鼓楼，右钟楼，亦各有桥。《万历兖州府志》记载“王城在府治正中，洪武十八年建，宫阙城垣备极宏敞，垺如禁苑，盖国初上十王封国”。《聊斋志异》中《巩仙》故事以兖州鲁王府为背景，称鲁府“后苑花木楼台，极人间佳胜”。崇祯十五年（1642年）清兵攻陷兖州，杀鲁王朱以派。兖州四座城门中，南门、北门、东门同日被烧毁，城内民房焚毁殆尽，鲁王府中积二百余年的财富被洗劫一空。但鲁府建筑尚未受太大破坏。清初诗人方文在顺治十七年游兖州，其《涂山集·鲁游草》中有诗题为《兖州》：“一郡人家兵火残，鲁王宫殿独平安。遗民莫上城头望，芳草萋萋不忍看。”至顺治、康熙年间，鲁王府建筑逐渐拆毁殆尽。鲁王府残存夯土城墙遗迹在20世纪下半叶因城市建设需要而被平毁。
- 济南府乐安州：永乐十五年（1417年）明成祖改封汉王朱高煦于此，建汉王府[22]。改原乐安州治为王府，乐安州衙迁往废三皇庙办公。宣德元年（1426年）朱高煦起兵造反失败，被废，王府毁弃，重新作为州衙使用。
- 兖州府沂州：景泰三年（1452年）景泰帝降太子朱见深为沂王，出居京师沂王邸，封己子朱见济为太子。景泰四年朱见济殇，诸臣请复朱见深为太子。刑部给事中徐正见明代宗于便殿，称“宜置沂王于所封沂州。出上皇与俱，以绝人望”。景泰帝怒，徐正谪戍铁岭卫，朱见深留京未行[49]。弘治四年（1491年）明孝宗封泾王朱祐橓于此，建王府，弘治十五年（1502年）就藩[22]。嘉靖十六年（1537年）去世，无子，国除。
- 济南府历城县：天顺元年（1457年）明英宗改封德王朱见潾于此，建德王府[22]。成化三年（1467年）就藩。王府位于济南府治西侧，面积约占全城三分之一，北邻大明湖。崇祯十二年（1639年）清兵占领济南，执德王朱由枢，王府毁于火。清康熙五年（1666年）缩建为山东巡抚都察院府署[48]。现为山东省人大常委会驻地。
- 济南府德州：天顺元年明英宗初封德王朱见潾于此，未及建造王府即改封济南。
- 东昌府：泰昌元年（1620年）八月，议封惠王朱常润于此，旋改封湖广荆州府，天启七年（1627年）就藩[36]。

### 浙江布政使司
- 杭州府钱塘县：洪武三年（1370年）四月初七日明太祖封吴王朱橚于此[22]。工部尚书张允请建诸王府，明太祖曰“吴府且勿建”。洪武七年（1374年）置杭护卫。明太祖以浙江财赋地不可封王，罢护卫。洪武十一年（1378年）改封朱橚为周王，封国开封府。建文元年封吴王朱允熥于此，未之国，明成祖即位，降封广泽王，安置漳州，旋召回京师，废为庶人。永乐元年（1403年）八月，宁王朱权奏请苏州、杭州为封国，不许[50]。
- 衢州府西安县：永乐二十二年（1424年）明仁宗封越王朱瞻墉于此[22]，未就藩，居于北京。正统四年薨，国除。

### 河南布政使司
- 开封府祥符县：洪武十一年（1378年）正月明太祖改封吴王朱橚为周王，封国自杭州迁于此，以宋金故宫旧址建周王府[22]。洪武十四年（1381年）就藩。建文元年（1399年）废，永乐元年（1403年）复藩。上奏称开封“苦河患”，明成祖命令在洛阳为周王营建新宫。将徙封时，周王又奏称河堤渐固，乞仍修旧宫，以省烦费，明成祖从之。周王府因宋金故宫旧基，南北长二百一十六丈三尺（约690米），东西阔一百七十八丈七尺（约570米），城墙高五丈，上有花垛口。墙外为城壕一道，宽五丈（15.865米），城濠与城墙之间为内使居所[51]。王城南为端礼门，东为体仁门，西为遵义门，北为广智门。外府城萧墙高两丈许，长九里十三步，中为蜈蚣木，外筑夯土，墙顶覆瓦以免雨水冲淋，墙基高五尺，上安栏杆，栏杆外街宽五丈，之外方许居民盖房居住。萧墙开四门，明末清初俗称午门、东华门、西华门、后宰门。相传明初因周王有异谋，遂夺其护卫，并下旨拆王府正殿承运殿、遵义门门楼，禁开东门，并在王城四角钉石，正门前夯筑土台，以魇镇其风水[52]。端礼门城楼内供明太祖画像及佛道经籍，城门三开，红垩涂墙，立砖铺地。门内为东西二掖门，直北有板房四间八所。东西有小月门、小红门。正殿前门曰承运门，五间三开，台高八尺，周围设石栏杆，此门为王国官员拜诏之地，两旁有便门两座，为官员日常出入。承运门内原有承运殿九间，再后为穿殿五间、存心殿七间。因承运殿被毁，故以存心殿为正殿使用，殿内安宝座，座上两边各有长枕一，名“威权”，后有圆绣靠背三，称“倚势”[51]。存心殿两厢配殿各五间，东厢为墨刻作，西厢为印书、裱褙值房，并存放亲王仪仗法驾。存心殿左右耳殿各一间，东耳殿为典膳所、典服所，西耳殿为王子王孙读书之所[51]。存心殿后有麒麟门，通后宫。麒麟门北有大宫门五间三开，金钉朱户，青石栏杆，台高八尺。宫门内有寝殿七间，月台甬道皆白石栏杆。四周廊庑称“棋盘宫”，为管事宫女居住之所。寝殿后面为养老宫（后寝），其后殿供神像。再后为白虎殿五间，为亲王薨逝停灵之所[51]。寝宫后面有煤山，高五丈，松柏成林，山下有洼池，沿岸为水亭游乐之所，水洼之东为便殿庆安宫。麒麟门外有东西二街，东街往南称东夹道，通家庙及典膳所外厨。往东为世子府，世子府之南为春宫（斋戒之所），东为吕公堂，南为七星台，为拜北斗之所。再南有内草场、鹿圈、体仁门，体仁门外为东过门，通东华门。麒麟门外西夹道通西掖门，有世孙府，再西为安乐堂，为老宫人医病之所，堂西有菜园门，每月二十日放人看望宫内亲戚，在此等候。再南为世孙小花园，有池塘花草。花园向西为遵义门，门外为西过门，有路通西华门，路两旁为龙袍作、冰窖、盐池、菜园，白衣庵[51]。王城外，体仁门东北为寿春园，又名百花园，为周王朱恭枵在位世子时，利用艮岳遗基所建，园门二重，门内有正殿、两厢，殿后为大假山，用太湖石、锦川石、洒金石、澄泥砖砌成，内有子母九洞，高三层，一层称九如洞，二层称玄嚣洞，三层称凌虚阁。假山之东有水阁、凉亭、莲池，池内有采莲龙舟。寿春园内还有龙窝、水帘洞（供观音菩萨）、紫竹仙境、三清殿、杏花村、黄河九曲、菊花园、曲水流觞等景[51]。此外后宰门内还有土山称“停辇庄”，为周王及世子观农习稼之所。王府外城正门俗称“午门”，五间三开，檐宇斗拱俱用铜丝网罩盖，称“丰衣”，下有白石一方，称“足石”[51]。门外有石牌坊两座，均书“玉音”二字，一为赐周端王母妃袁氏，称“节孝两全”，一赐周端王，称“忠孝贤明”。坊下有杉木一根，东西横放，称“当冲木”。午门内有值房百间，为东西承奉司，旧为北宋及金朝科道衙门。值房左右各有过门，东过门通王国宗庙，再东为王府马厩。西过门通山川社稷坛，以及东西二库，为囚禁罪宗之地[51]。正德十一年（1516年/1517年）十二月周王府火灾。嘉靖四十三年（1564年）伊王朱典楧被废后亦曾安置于开封。崇祯十五年（1642年）李自成围开封，决河，王府被淹没于水下，周王朱恭枵迁往彰德安置。清初水退之后，将周王府拆毁，大木梁檩解上，小木料及琉璃砖瓦等入官变卖[51]。至康熙初年，周王府仅存紫禁城（王城）城墙一道，石狮、钟鼓二阁。后因相传周王府内埋有大量存银，开封居民历年于王府故址取砖、取土、掘宝，逐渐形成潘湖、杨湖。现存王府后煤山（龙亭），及周王府门前宋代宫殿石狮（雍正年间北移至龙亭前安放）。1981年对潘湖、杨湖清淤时，曾挖掘出周王府台基、走道、暖火道、水井、花坛、石壁等遗迹。
- 南阳府南阳县：洪武二十四年（1391年）三月明太祖封唐王朱桱于此[22]。永乐二年（1404年）在通淯街（今和平街）北的原南阳卫府署上按王府规制建唐王府。王府南依南阳府治、县治，东临长春街，后不断向外扩建，几占南阳府城三分之一。永乐六年（1408年）唐定王就藩。后唐宪王、唐庄王、唐端王等又在城中修建十六座郡王府，使得南阳城中“邸第相望，将军、中尉、宗室半居民”[53]，南阳市区不得不向城外东关、南关发展。成化二十一年唐王朱芝址奏称王府中旧无宗庙，欲自建造。命河南三司覆实，从之。正德元年（1506年），唐王朱弥鍗以王府蔬圃建造书院，以教其府中军校子弟，明武宗赐名养正书院。嘉靖十八年（1539年）唐王朱宇温构建书堂，嘉靖帝赐名曰居善堂。万历二十八年（1600年）三月南阳净乐宫道士家中起火，延烧三百余家，唐王宫内延烧房屋二百六十余间。崇祯十四年（1641年）李自成陷南阳，杀唐王朱聿鏼。现存王府山。
- 河南府洛阳县：洪武二十四年（1391年）三月明太祖封伊王于此[22]。永乐元年（1403年）因开封有河患，拟迁周王于此，周王奏曰开封河堤坚固，无需重劳民力。后建伊王府，永乐六年（1408年）伊王就藩。嘉靖年间伊王朱典楧上奏称“萧墙敝，请垣”，许之，于是侵占官民房屋街道，又夺郡治及学宫之地，以广宫所。设门楼三层、新筑重城，规制仿宫阙。又修建迎仙台、百花台、四季亭、石库拥翠坊、玉虬喷雪坊、乘风御气楼、小团殿、鸳鸯殿、腾光殿、洞天小景、清和宫、怀春宫、颐养宫、世嗣宫等，“崇台连城，拟帝阙”。嘉靖四十三年（1564年）伊王因王府逾制及暴虐被废[54][55][56][57]。万历二十九年（1601年）十月明神宗封朱常洵为福王，万历四十二年（1614年）封福王于洛阳[22]，大规模扩建王府，其面积几占洛阳县城之半，并将伊府奉祀万安王朱珂佳迁至永宁县，万安王府一并圈入福府[58]。福王府营建费用二十八万两，是其他王府工费的两倍。崇祯十四年（1641年）李自成攻陷洛阳，杀朱常洵，火烧福王宫邸，三日不绝[59]
- 彰德府安阳县：永乐二年（1404年）四月明成祖封赵王朱高燧于此[22]，将府署改为赵王府。洪熙元年（1425年）就藩。嘉靖五年（1526年）三月赵王府家庙失火。崇祯十五年（1642年）开封黄河决口，崇祯帝命周王朱恭枵寄居彰德。崇祯十七年（1644年）李自成攻陷彰德，执赵王，王府废。
- 汝宁府汝阳县：天顺元年（1457年）三月明英宗封秀王朱见澍于此，建秀王府[22]。成化六年（1470年）就藩。王府地狭，左右奏请将左近文庙迁走，扩建王府，朱见澍未准[60]。成化八年（1472年）朱见澍薨，无子，国除。成化十年（1474年）明宪宗封崇王朱见泽于此[22]。崇祯十五年（1642年）李自成攻陷汝宁，执崇王朱由樻，封襄阳伯，旋杀之，王府废。
- 怀庆府河内县：永乐二十二年（1424年）七月明仁宗封卫王朱瞻埏于此，未就藩[22]。正统三年（1438年）卫王薨，无子，国除。正统八年（1443年）明英宗改封郑王朱瞻埈于此，建郑王府[22]。王府废時不詳。
- 开封府钧州阳翟县：成化二年（1466年）明宪宗封徽王朱见沛于此，建徽王府[22]。成化十七年（1481年）就藩。嘉靖年间徽王朱载埨营建王府后苑，架飞渠数百丈，自北城女墙上通往府中，命伶人用器械激颍河之水入渠，输入后苑沼池内。其渠柱所植之处，士民第舍均拆屋竖柱，凡拒绝者均强行拆屋，或夺没其地。嘉靖三十五年（1556年）朱载埨被废为庶人，自尽，国除，王府废。
- 卫辉府汲县：弘治四年（1491年）拟改封兴王朱祐杬于此，兴王以卫辉逼近黄河，请再改封，遂封于湖广安陆州[61]。弘治四年八月明孝宗封汝王朱祐梈于此，建汝王府[22]。嘉靖二十年（1541年）薨，无子，国除。万历十二年（1584年）五月，明神宗命诸臣议论潞王朱翊镠封地，大学士申时行推荐湖广衡州、河南卫辉二地，称衡州“衡州府地当南岳，山川凝秀，物产肥饶，民俗淳美”，为最佳选择；卫辉“地当要冲，民物蕃盛，风俗淳朴，亦宜建府”。明神宗命于衡州建王府，但潞王请求受封于离京师较近的地方[62]。当时除赵王封地彰德府外，次近者即卫辉府，因此封潞王于此[22]，大幅扩建原汝王府。南北约二里，东西约一里，有宫殿一百四十余座。为容纳潞王府，又向南扩建卫辉府城。新城长八里七十步，卫辉府城周长由洪武年间的六里一百三十步扩建至十五里三十步，门各二重，有月城、敌台，四周设角楼、警铺共三十所[63]。万历二十四年（1596年）二月潞王府门楼失火。崇祯十七年（1644年）二月，李自成部下刘芳亮率军进抵怀庆府，潞王朱常淓在总兵卜从善保护下，携宫眷、宝器渡河而南，先居淮安，后避走杭州。明亡后，潞王府在顺治年间逐渐拆毁，主要建筑材料运往北京，其他房屋遗产俱照时价予以变卖。潞王府现仅存望京楼。

### 湖广布政使司
- 武昌府江夏县：洪武三年（1370年）四月明太祖封楚王朱桢于此，建楚王府[22]，原址为灵竹寺旧基[64]。洪武十四年（1481年）就藩。楚王府位于武昌蛇山中峰高冠山南麓，“前临大朝街（今复兴路），左为阅马场，右为长街宫（今解放路），广二里，袤倍之，瓦石为城”。其制为：王宫（砖城）开端礼、体仁、遵义、广智四门，端礼门内为承运门，承运门内为承运殿、圜殿、存心殿，存心殿后为宝善堂，宝善堂后为宫门，宫门内为寝宫。此外王宫内还有正心书院、墨香亭等建筑，承奉、典宝、典服、典膳等内官值房，又有南亩亭，为楚王观农之所。砖城外为城池（护城河），再外为萧墙，萧墙南门称彰孝坊[65]。宣德六年（1431年）八月武昌大火，延烧楚王宫，谱系敕符尽焚。天顺四年（1460年）楚王府频发火灾，宫殿、宗庙尽毁。天顺六年（1462年）六月楚王府火灾。成化十八年（1482年）八月楚王府三发火灾。弘治十二年（1499年）四月丙午，雷震楚王府承运殿。崇祯十六年（1643年）张献忠攻陷武昌，将楚王朱华奎及楚宗室沉江，并建大西国，以武昌为“天授府”，以楚王府为王宫。张献忠退出武昌时，将楚王府纵火烧毁，至清朝同治年间编纂《江夏县志》时，只剩正阳门、端礼门、东华门（体仁门）、西华门（遵义门）、后宰门（广智门），及梳妆台、金鱼池等几处遗迹[64]。
- 长沙府长沙县：洪武三年（1370年）四月明太祖封潭王朱梓于此，建潭王府[22]，原址为玄妙观旧基。洪武十八年（1385年）就藩。洪武二十三年（1390年）潭王妃亲族卷入胡惟庸案，潭王及王妃自焚死。洪武二十四年（1391年）三月，湖广布政使司奏，潭王府宫门栋宇损坏，明太祖命工部遣官阅视，撤之，唯宗庙社稷及斋房有损漏者修葺之[66]。永乐元年（1403年）明成祖迁谷王朱橞于此[22]，永乐十五年（1417年）废。永乐二十二年（1424年）明仁宗封襄王朱瞻墡于此[22]，宣德四年（1429年）就藩，后奏言“长沙卑湿”[32]，正统元年（1436年）迁至襄阳。天顺元年（1457年）明英宗封吉王朱见浚于此，成化十三年（1477年）就藩。弘治十年（1497年）七月雷震吉王府端礼门兽吻。明末张献忠攻陷长沙，王府毁于火。洪承畴后拆毁王府城墙，用于修复长沙城墙。
- 荆州府江陵县：洪武十一年（1378年）正月明太祖封湘王朱柏于此[22]，在城西原五代时荆南节度使高氏故宫遗址处建湘王府，称“湘城”[67]。洪武十八年（1385年）就藩。建文元年（1399年）湘王自焚死。建文二年（1400年）改封辽王朱植于此[22]。传六代，至辽王朱憲㸅，好营宫室，置亭院二十余区，以美人钟鼓充之，其名有西楼、西宫、曲密华房、太乙竹宫，有月榭、红房、花坳、药圃、雪溪、冰室、莺坞、虎圈，又有塔桥、龙口、西畴、草湖、珠洞、宫人斜，“诸处绵延包络，参差蔽亏，琪花瑶树，异兽文禽，靡不毕致。辽王日与诸名士赋诗觞酒其中”[67]。隆庆二年（1568年）朱憲㸅废为庶人，国除。万历二十九年（1601年）明神宗封皇子朱常润为惠王，泰昌元年（1620年）拟封于于山东东昌府，天启元年（1621年）改封于此[22]，遣营缮郎王惟光督造王府[36]，礼部上言称“惠王分封荆州，乃皇祖成命，依议于见在旧城营建，以免各宗移徙，工费浩烦”，故沿用辽藩废府。由于福王就藩时明神宗厚加赏赐，宫内历代积蓄为之一空，故瑞王直至天启七年（1627年）才就藩。崇祯十五年（1643年）李自成攻荆州，惠王逃往长沙投奔吉王，惠王府遂被李自成军拆毁。
- 宝庆府武冈州武冈县：永乐二十二年（1424年）明仁宗迁岷王朱楩于此[22]，寄居州治，久之始建王府。正德三年（1508年）岷靖王朱彦汰奏“本府狭陋，欲乞雍王所遗空闲府第徙居之”，请求改封于四川保宁府寿王府居住，不许[68]。崇祯十六年（1643年）张献忠入湖广，武冈人袁有志率众起义，杀岷王朱企𨰘。清顺治四年（1671年，南明永历元年）四月，桂王朱由榔迁武冈，以岷王府为行宫，改武冈州为奉天府，八月永历帝败走黔滇，王府遂废。

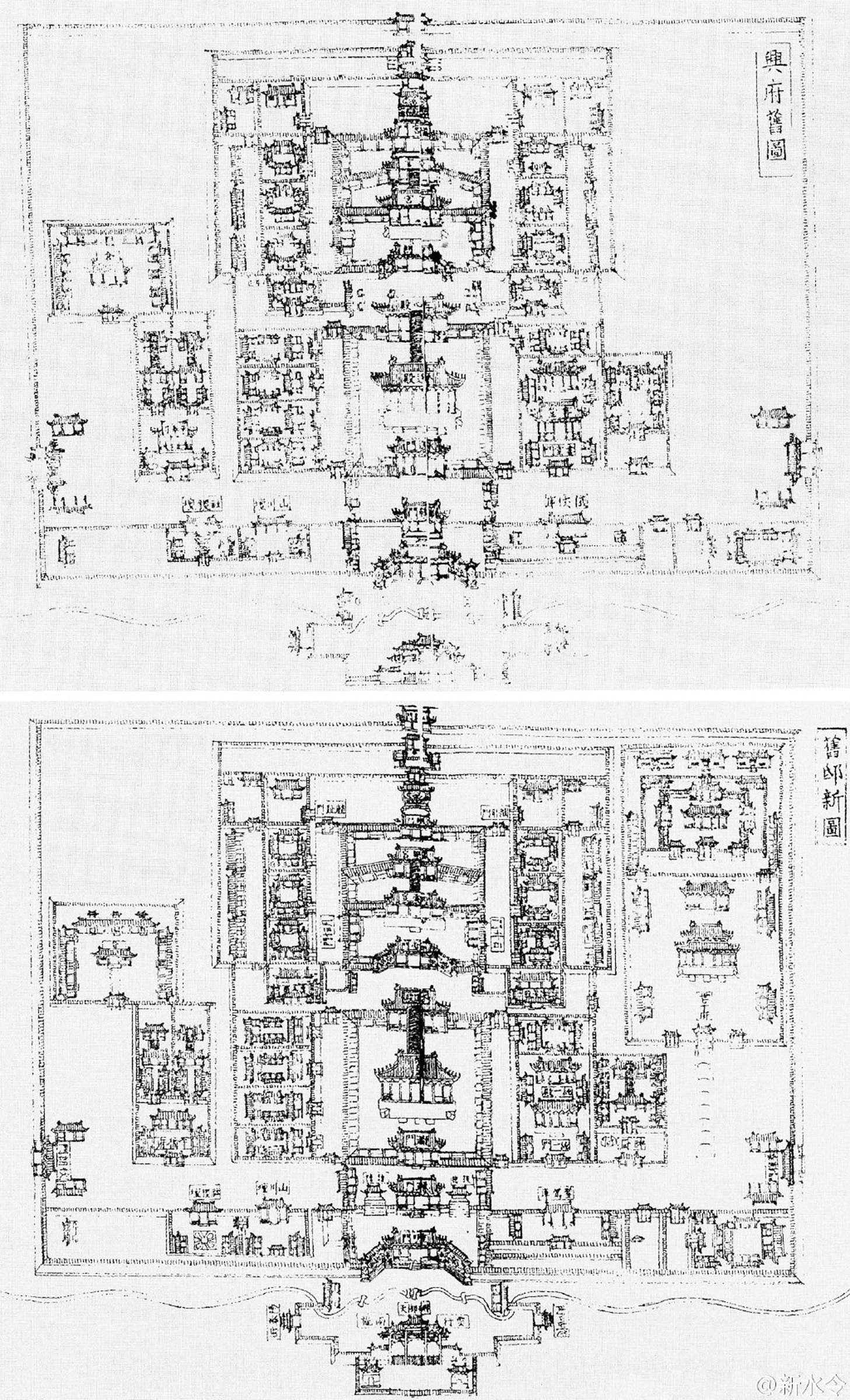
嘉靖二十年《兴都志》中的兴王府旧布局，及嘉靖扩建之后的新府

- 安陆直隶州长寿县（承天府钟祥县）：洪武二十四年（1391年）明太祖封郢王朱栋于此，建郢王府[22]。永乐十二年（1414年）郢王薨，无子，国除。宣德四年（1429年）明宣宗封梁王朱瞻垍于此[22]，正统六年（1441年）薨，无子，国除。成化二十三年（1487年）明孝宗封兴王朱祐杬于德安府，弘治四年（1491年）九月命在德安建兴王府[69]，十月改封安陆[70][61]。兴献王分封之初，以“梁邸居州城之西隅，地形偏下且有通逵冲其前，复请迁于城之正中”，后又“以邸垣广不如式”，奏请“拓城长一里，垣广五十丈而改筑之”，最后扩建王府红墙周回五百五十丈二尺（三里二十步）[71]。兴王之子后即位为明世宗，升安陆州为兴都承天府，附廓县为钟祥县。嘉靖十八年（1539年）对兴王府加以改建，将棂星门改为重明门，端礼门改为丽正门，广智门改为弘载门，体仁门改为东顺门，遵义门改为西顺门；承运门、承运殿改为龙飞门、龙飞殿，之后为穿殿，存心殿改为启运殿。前宫门、前寝宫改为卿云门、卿云宫，东为日昇门，西为月恒门，后寝宫改为凤翔宫，东为关雎门，西为麟趾门。周垣之内有六所，六所之外为连房。书堂改为纯一门、纯一殿。卿云门之西，原世子读书的中正斋仍因旧名。嘉靖十九年补建世子所，前门为泰禋门，前殿为泰禋殿、永配殿，左右为保和门、太和门，后寝为启祚门、受命御极之殿、春霄殿、福宁门。王府家庙改为隆庆殿（隆庆元年改名庆源殿）、永配殿。世子所向西通隆庆殿之门称光熙门。此外还有春晖门、秋朗门、广源殿、玄祐宫门、储祉门、玄祐门、玄祐宝殿、真宣殿、衍法殿、隆祥殿、三洞阁等建筑[72][73]。兴王府现存凤翔宫、三孔石桥、汉白玉云龙御阶、荷花池等建筑。
- 襄阳府襄阳县：正统元年（1436年）明英宗将襄王朱瞻墡自长沙迁至此，建襄王府[22]。崇祯十四年（1641年）张献忠攻陷襄阳，杀襄王朱翊铭。崇祯十五年（1642年）李自成再占襄阳，改名为“襄京”，在此建立政权。崇祯十六年（1643年）李自成离开襄阳时焚毁王府，仅存门前用绿泥矾岩雕刻的云龙海水绿影壁一道。现复建王府大门、正殿。
- 德安府安陆县：成化二十三年（1487年）明孝宗封兴王朱祐杬于此，建兴王府[22][69]。弘治四年（1491年）改封兴王于安陆州，弘治八年（1495年）封岐王朱祐棆于此[22]。弘治八年岐王就藩，弘治十四年（1501年）薨，无子，国除。正德元年（1506年）寿王朱祐榰迁于此[22]，嘉靖二十四年（1545年）薨，无子，国除。嘉靖十八年明世宗封朱载圳为景王，寿王薨后，以德安为景王封地，嘉靖四十年（1561年）之国，嘉靖四十四年（1566年）薨，无子，国除。明亡后王府废。
- 黄州府蕲州蕲春县：正统八年（1443年）明英宗改封荆王朱瞻堈于此[22]，以蕲州卫为王府。崇祯十六年（1643年）张献忠陷蕲州，末代荆王朱慈·在此之前一个月薨逝，张献忠围王宫，掠财物女乐而去。明亡后王府废。
- 衡州府衡阳县：弘治十二年（1499年）明孝宗改封雍王朱祐枟于此，建雍王府[22]。因气候潮湿，王宫木材朽败不可居，乞改封山东东平州。廷臣议改居四川叙州原申王府，因道远而未成行。正德二年（1507年）地震，王宫坍塌，朱祐枟死。无子，国除。万历十二年（1584年）五月，议论潞王朱翊镠封地时，曾命建王府于此，后改封于离京师较近的河南卫辉府[62]。万历二十九年（1601年）十月明神宗封皇子朱常瀛为桂王，泰昌元年（1620年）拟封于山西平阳府，天启元年（1621年）改封于此[22]，遣营缮郎吴之甲督造桂王府，天启七年就藩[36]。惠王、桂王二王并封于湖广（惠王封地在荆州），工部揣度二王之藩就封必按齿序，于是经费每以荆州惠王府为优先，而衡州桂王府经费多被挪用。天启七年（1627年）夏天，惠王、桂王一并就封，巡按温皋谋乞求让桂王暂缓之国，未获允。此时改由工部营缮司主事高道素督造正殿以外，内宫监太监黄用督造寝殿以内。两人潦草塞责，王府地基没有夯实，墙脚根基浅薄，夯土之内用竹条、松枝与河沙充数，梁柱所用木材竟有低价买来的朽木。桂王府仓促竣工，前后造价五十万两[74]。崇祯二年（1629年）三月初三，衡州连雨数日，雷震王宫寝殿，坍塌，压死宫女六人。以后每遇风雨，桂王即率诸宫眷露立庭中，深恐覆压之惧。事闻，崇祯帝命司礼监拿问黄用，高道素革职交法司究问。高道素原拟赎徒，御史董羽宸屡次上疏，最终定为死刑。阁臣韩爌为其求情，崇祯说：“朕若出藩邸，这就是榜样。高道素监造王府，而使数百宫人死于非命，即寸斩之，未足蔽辜，又何请焉？”[75]当年九月，高道素斩于东市[76]，并重建桂王府。崇祯十六年（1643年）张献忠攻衡州，桂王与惠王、吉王逃往永州。张献忠亲自率军追击三王，并命拆王府，运木料至长沙营建宫殿，王府遂废[77]。
- 常德府武陵县：弘治四年（1491年）八月明孝宗封荣王朱祐枢于此，建荣王府[22]。正德三年（1508年）就藩。嘉靖二年（1523年）五月荣王府失火，焚毁承运门、承运殿、圜殿、存心殿及东西廊房[78]。明末张献忠入湖广，荣王朱慈炤奉母妃避走辰州，王府废。

### 江西布政使司
- 南昌府南昌县：洪武十一年正月明太祖封豫王朱桂于此[22]，未建豫王府。洪武二十五年三月改封豫王为代王，封国迁往山西大同。永乐元年明成祖迁宁王朱权至此[22][79]，以原江西布政使司为宁王府，沿用原建筑，规制无所更改”，殿宇不覆琉璃瓦，亦无彩绘[80]。景泰七年九月宁王府火灾，延烧八百余家。天顺二年正月工部奏称修造宁府宗庙、承运殿及诸屋宇共三百八十四间，明英宗诏曰“江西军民艰难，有令有司陆赎用工，无促迫害事”[81]。弘治年间，宁王朱宸濠上奏，乞将王府各殿瓦换为琉璃瓦，明孝宗准其于引钱内支银二万两，但都御史林俊巡视南昌，上疏称宁王府原无琉璃瓦之制，请止之[82]。正德十四年宁王朱宸濠起兵谋反，失败被擒，王守仁也统兵攻陷南昌，破城后进入宁王府，其府内宦官、宫女大多自焚自缢而死[83][84]。此后宁王被废，王府也被撤废。清朝时期原址改为藩司衙门。
- 建昌府南城县：永乐元年明成祖降封衡王朱允熞为怀恩王，建国于建昌，不久废之。永乐二十二年七月明仁宗封荆王朱瞻堈于此，建荆王府[22]，宣德四年就藩。因建昌“僻处山隅，时有瘴疠”，再加上宫中有巨蛇，蜿蜒于王座之上，因此乞改封。正统八年明英宗改封荆王于抚州，随后改封长沙，又以长沙卑湿，改命封于蕲州[85]。成化二十三年明宪宗封益王朱祐槟于此[22]。明亡，益王朱由木逃缅甸，国除，王府废。
- 饶州府鄱阳县：正统元年明英宗改封淮王朱瞻墺于此[22]。明亡后国除，王府废。

### 四川布政使司

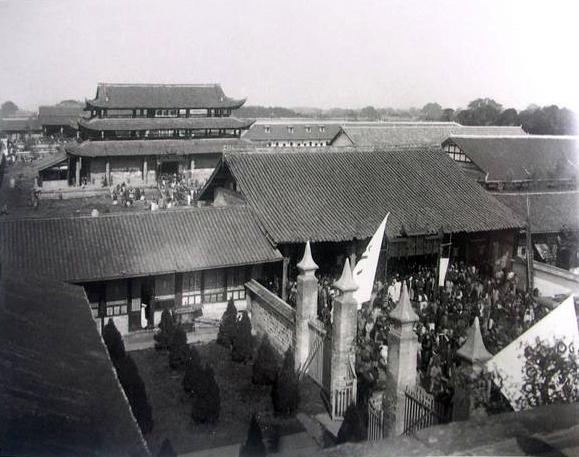
20世纪初的成都皇城贡院，即明代蜀王府旧址

- 成都府成都县：洪武十一年正月明太祖封蜀王朱椿于此[22]，派景川侯曹震赴成都，将汉、唐、前蜀、后蜀留存下来的成都子城改建为蜀王府。洪武二十三年朱椿就藩。王府南北长二百零七丈，东西阔一百六十九丈。城墙包砖，高二丈五尺。王城设端礼等四门，内有承运门、承运殿、圜殿、存心殿、王宫门、寝宫等建筑。承运门前有左顺门、右顺门，门内分别称东府、西府。东府前为斋寝，西府为世子府，南有凉殿。端礼门前有水，凿月池，称金水河，设一桥，桥南有石狮、石表础各一对。宗庙在端礼门内左，山川社稷坛、旗纛庙在端礼门内右。王城东南隅为驾库。长史司在府东，承奉司在遵义门内，名曰“忠谨堂”。其余典宝、典服、典膳各司，典仪、工正、良医各所，均在萧墙之内。蜀藩广备仓在遵义门外，蜀府左护卫在府东南，宗学在成都府治之东[86]。历代蜀王积蓄甚厚，蜀藩以富著称[87]，蜀惠王《惠园睿制集》提到的蜀王府建筑有堂九十四处，房二十九处，精舍九处，庵七处，楼阁十四座，斋四十八处，丹房二处，轩一百四十三座，亭五十二座[88]。王宫之东另建园囿，内有古梨树数十棵，均二三百年古木，每年三月成都士女游玩其间[89]。万历四十一年五月蜀王府火灾，宫门、宫殿尽焚为烬。万历四十三年四月蜀王府承运殿殿庭廊庑再度失火。崇祯十七年八月九日，张献忠攻陷成都，蜀王朱至澍投宫中八角井死。张献忠遂在十月十六日在蜀王府称帝，定国号“大西”，年号“大顺”，以蜀王府为大西皇帝宫殿，正殿改名承天殿，府门外屋为朝房[90]。清顺治三年（南明隆武二年），明将杨展入川，张献忠败于江口，逃回成都，又逃往川北，出逃前下令将蜀王宫殿及成都全城民舍尽数焚毁。蜀王府正殿下有两根盘龙石柱，号称“擎天柱”，取纱罗包裹数十层，以油浸之，三日后举火，石柱焚烧一昼夜而枯折[91]。清初四川人口锐减，赤地千里，至顺治十六年，成都蜀王府仍“野兽聚集，二三年捕获未尽”[92]。康熙四年改蜀王城旧址为成都贡院，设明伦堂、致公堂、号舍、考棚等建筑，王城东北角设川宝局，为四川省铸钱之所。民国时期蜀王府遗址改为政府和学校用地，尚存端礼门、承运门台基、承运殿台基、王城护城河等遗迹。1951年后逐渐拆毁王城城墙及明远楼、致公堂等建筑，1969年时，为修建“敬祝毛泽东主席万寿无疆展览馆”，将端礼门炸毁。1995年成都市建筑机械化公司施工时，将蜀王府残存城墙约100米及城门遗迹铲平，蜀王府遗迹至此全部被毁。
- 保宁府阆中县：成化二十三年明宪宗封雍王朱祐枟于此，建雍王府[22]。弘治十二年改封衡州。弘治四年明孝宗封寿王朱祐榰于此[22]，弘治十一年就藩。正德元年因岐王绝封，寿王改移往湖广德安居住，王府空置。正德三年三月岷王奏“本府狭陋”，请自湖广武冈州移封于此，不许[68]。王府后圮废。
- 叙州府宜宾县：弘治四年八月明孝宗封申王朱祐楷于此，建申王府[22]。但申王在京师居住，未就藩，弘治十六年薨，无子，国除。后曾议将雍王改封于此，继而因道远而未成行，王府遂废。

### 云南布政使司
- 云南府昆明县：洪武二十四年四月明太祖封岷王朱楩于陕西岷州，但未建宫室。洪武二十六年，因云南新收复，宜以亲王镇抚，遂改封朱楩于云南府[22]，建造宫殿。洪武二十七年十月明太祖命罢岷府宫殿工，命以棕亭暂居[93]。建文元年西平侯沐晟上奏其恶行，岷王被废为庶人，迁漳州居住。永乐二年明成祖封汉王朱高煦于此，汉王称“我何罪，斥万里”，不肯就藩[94]。后明成祖复封岷王于此，建岷王府。因岷王与西平侯沐晟交恶，永乐二十二年明仁宗将岷王迁往湖广武冈州，封滕王朱瞻垲于此[22]，但滕王未之国即薨逝，宣德元年除国。之后云南未营建亲王府第。南明永历帝入滇后，曾以滇京云兴府五华山上的秦王孙可望府邸为皇宫。

### 广西布政使司

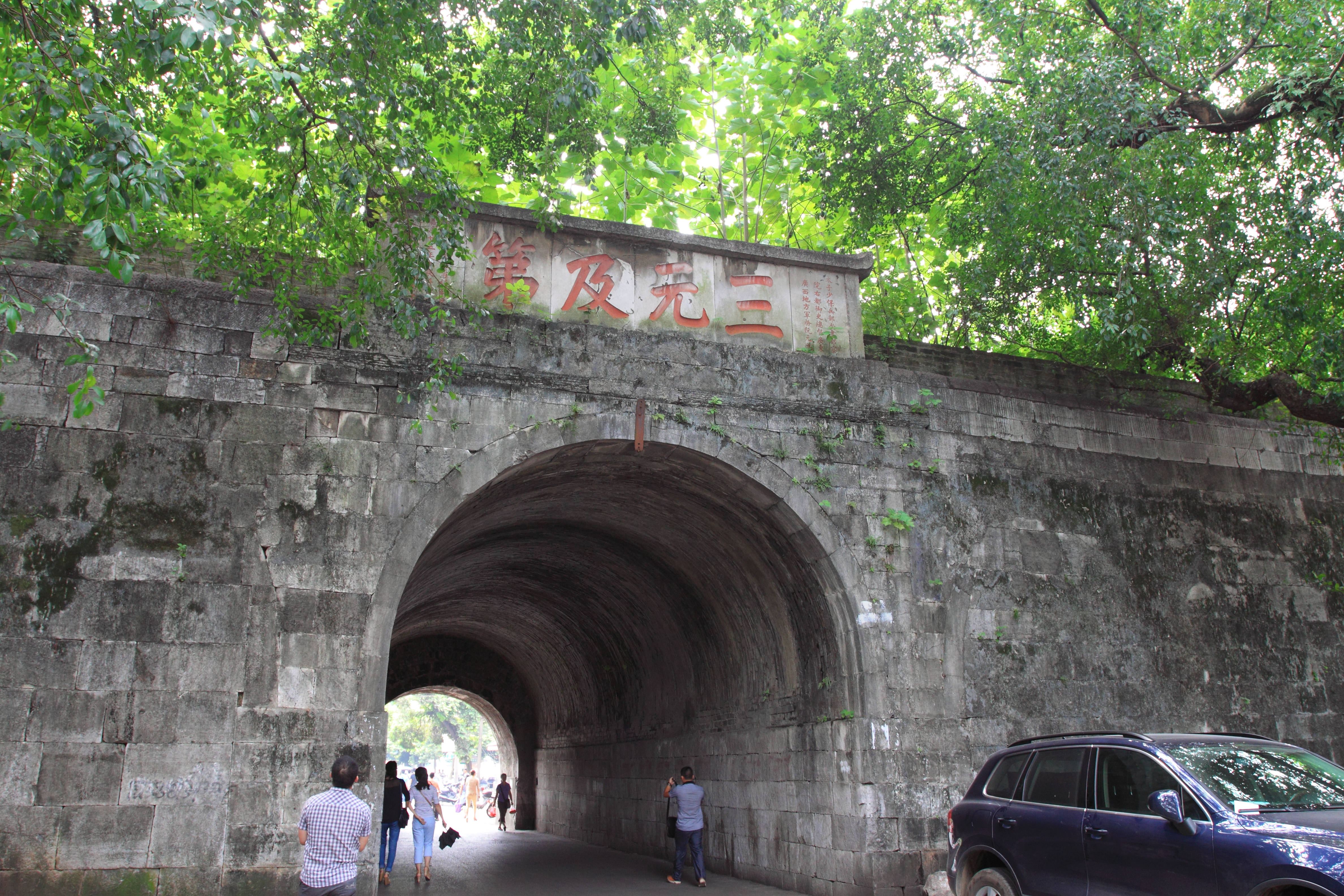
靖江王府端礼门（北侧）

- 桂林府临桂县：洪武三年七月明太祖封靖江王朱守谦于此[22]。洪武二十六年正月，明太祖命修建靖江王府，指挥同知徐溥、工部主事戈祐韩督工，将独秀峰下的元朝元顺帝潜邸报恩寺（大圆寺）扩建为王宫。宫城南北长一百七十二丈三尺（实测549.6米），东西阔一百零三丈二尺（实测329.1米），城墙中为夯土，外包条石及城砖，高一丈四尺（4.44米）。开四门，规制视亲王府，但是取消前三殿中的圜殿、存心殿，后三宫中的穿堂（中殿）和后宫，只有一座正殿和一座寝宫[95]。王府寝宫后有独秀峰、月牙池，为游玩之所。靖江王朱佐敬在正统三年十二月于承运殿前作鳌山，令军丁四十余人作杂剧，盛集军民入内同观，而纵妃沈氏于廊下帘内窥视。正统四年二月又于宫门前作秋千架，令文武官之妻入内嬉戏。正统五年八月庚寅，明英宗书谕靖江王，切责之[96]。嘉靖年间，靖江王朱邦苧在靖江王府西路兴建懋德堂，有崇正门、惠迪门、履正门、通津桥、临碧轩、漱玉轩、漾云楼、居敬楼、锺秀轩、清虚所、玉液门、旋碧亭、醒心亭、静思室、养浩斋、自如书屋、来风亭、凝翠亭、绿荫亭等建筑[97]。嘉靖、万历年间，靖江王朱邦苧、朱任昌、朱履焘又在独秀峰周围兴建宝善堂、尊乐堂、日新堂、拥翠门、平矗门、拱辰门、朝天门、清樾亭、喜阳亭、拱秀亭、望江亭、凌虚台、中和馆、延生室、可心轩、修玄所、观音堂、冰壶井、山月亭、绿竹轩等建筑，在独秀峰之巅建玄武阁，山腰建灵官庙、山神祠。南明隆武元年靖江王朱亨嘉称监国，被隆武帝攻杀。顺治七年，靖江王府改为定南王孔有德王府，后李定国攻桂林，孔有德自焚，王府改为贡院，清末为咨议局。民国时期王城改为都督府，后又成为广西省参议会，并设有师范学校、模范小学、广西图书馆、中山公园等文化设施。1947年在承运门、承运殿台基上建广西省政府门楼、省主席办公大楼，并建大礼堂和各机关办公楼。1949年后，广西省政府由桂林迁往南宁，王城改为中国人民解放军第二十四步兵学校，1954年广西师范学院迁入王城。靖江王府现为广西师范大学王城校区。靖江王府现存王城、端礼等四门、承运门台基、承运殿台基及石陛、独秀峰石刻等遗迹。

### 广东布政使司
- 韶州府曲江县：永乐二十二年明仁宗封淮王朱瞻墺于此[22]。因气候多瘴疬，正统元年改封于江西饶州。

### 福建布政使司
- 漳州府：建文元年明惠宗安置废岷王朱楩于此。永乐元年明成祖降封吴王朱允熥为广泽王，封于漳州，未几废为庶人，禁锢京师。

### 京师十王府
明太祖在洪武三年封秦、晋、燕、周、楚、齐、赵、潭、鲁、靖江十王，在南京建十王府，十王就封后，十王府供尚未之国、以及来京入朝的亲王居住。明成祖营建北京时，仿照南京之制，在皇城东安门外东南修建十王府，为屋八百余间。十王府范围大致在今王府井大街以东、帅府园胡同以北、校尉胡同以东、金鱼胡同以南一带。明代皇帝之子未成婚前居住于宫中，成婚后方出宫，住于京师王邸中，等待就藩之国。各王邸的具体位置不详，有可能利用十王府的空宅。

### 其他
- 凤阳高墙：《大明会典》规定“凡过犯有重轻。轻者治其党与。重者本身发高墙、或閒宅。子孙降為庶人、或俱禁住。”凤阳高墙位于明中都禁垣东侧，用于禁锢宗室罪犯。分为东高墙（9宅）、中高墙（13宅）、西高墙（19宅）、四高墙（7宅）、五高墙（10宅）五处。“崇垣深渠，门楼敌台，不减郡县城郭规制，且在宫阙左掖，五墙不时修葺”[102]。高墙门禁甚严，并专设“高墙军”警卫看管。曾囚禁于凤阳高墙的亲王有建文帝幼子朱文圭（建庶人）、吴王朱允熥（吴庶人）、晋王朱济熿、辽王朱贵烚、辽王朱宪㸅、郑王朱厚烷、唐王朱聿键等人；郡王亦有靖江王朱守谦、周府平乐王朱安泛、鲁府归善王朱当冱、宁府临川王朱盘熚、宁府锺陵王朱觐锥、岷府广通王朱徽煠、岷府南安王朱彦泥、汉世子朱瞻圻、郑府盟津王朱见濍、襄府宁乡王朱祐楒等人。至于因谋反被废的齐王朱榑（齐庶人）、谷王朱橞（谷庶人）、汉王朱高煦（汉庶人）及其子孙，均囚于京师。齐庶人及谷庶人后裔安置于庐州、南京等地。
- 各省高墙：从现存史料来看，开封周王府等王府建有高墙，用于囚禁本支罪宗。周藩高墙位于王府西南，山川社稷坛旁，马厩之西[103]。嘉靖四十三年伊王朱典楧被废后曾囚于开封高墙。
- 省城闲宅：自嘉靖年间始设，为软禁有过宗室之所。嘉靖四十四年规定：“宗室有罪降革，迁发省城内闲宅居住，子孙不得渎奏倖脱。弘治五年荆王朱见潚被废为庶人，并其子朱祐柄送武昌。嘉靖三年庆王朱台浤因在安化王朱寘鐇叛乱时曾向其行君臣礼，遂废为庶人，后因朱台浤与其子朱鼒櫍失和，迁朱台浤至西安安置，交秦王钤束。嘉靖三十五年徽王朱载埨被废自杀，其子安阳王朱翊锜、万善王朱翊钫、及未封幼子朱翊金、朱翊鏼等人尚年幼，均革爵安置开封，交周王钤束，后放归禹州。隆庆三年荆王世子朱常泠废为庶人，安置武昌，交楚王钤束[104]。大同代王府、平凉韩王府、桂林靖江王府等也有闲宅，囚禁犯有越关上奏、劫掠民财、事亲不孝等罪行的有罪宗室[105]。

## 明代郡王府分布
明初郡王也有各自的封地，并在封地营建王府。如永乐十二年明成祖废晋王朱济熺，十年后封其子朱美圭为平阳王，在平阳府建王府。英宗即位后封朱美圭为晋王，方迁回太原。又如晋府庆成王朱济炫，永乐元年迁潞州，永乐十年迁汾州居住，以汾州州治为王府，州治则迁往税课局理事。但这一制度在永乐时期之后逐渐废弃，此后各府郡王改为依本支亲王附城居住。比如太原城内建有庆成、宁化、临泉、方山、广昌等郡王府；济南为德王封地，城内建有宁阳、宁海等八座郡王府；南阳为唐王封地，唐宪王、唐庄王在城内建郡王府九座，城中“邸第相望，将军、中尉、宗室半居民”；宁夏镇城西部建有寿阳王、巩昌王、弘农王等郡王府邸等等。
明英宗复辟后，郡王依城居住这一规定更为严格。但封国于大同的代王因子孙众多，故仍陆续将分封郡王外迁。从代简王至代懿王，代府共封二十三位郡王，而外迁者有十位，如山阴王、襄垣王居蒲州，灵丘王居绛州，宣宁王、隰川王居泽州，定安王、博野王居忻州，乐昌王居朔州等。郡王外封，也遵循“诸王就藩后，非请命不得岁时定省”之制度，例如襄垣王朱逊燂分封至蒲州，甚为思念大同，于是做《思亲篇》，词甚悲切。蜀府宗室则多居住于灌县。
据王世贞《弇山堂别集》统计，截至至隆庆、万历时期，各地郡王异封情况如下：
- 秦府：永兴王朱尚烈封于陕西巩昌府；保安王朱尚煜封于陕西临洮府。后经秦隐王朱尚炳奏请，均召回，改封于省城西安府，“以敦同气”。
- 晋府：高平王朱济烨、交城王朱美垸、阳曲王朱美垙、西河王朱美埻均封于山西平阳府；庆成王朱济炫、永和王朱济烺封于山西汾州府。
- 周府：汝南王朱有爋封于云南大理府（后废为庶人）；顺阳王朱有烜封于河南汝宁府。
- 蜀府：华阳王朱悦燿封于湖广武冈州，后改湖广沣州。
- 代府：山阴王朱逊煤、襄垣王朱逊燂封于蒲州；灵丘王朱逊烇封于绛州；宣宁王朱逊炓、隰川王朱逊熮封于泽州；怀仁王朱逊焴封于霍州，定安王朱成鏻封于忻州，乐昌王朱聪涓封于朔州。
- 岷府：江川王朱徽煝封于湖广宝庆府，南渭王朱音𡑠封于湖广永州府。

明成祖永乐元年降封徐王朱允熙为瓯宁王，建瓯宁王邸于南京懿文太子陵园旁，永乐四年毁于火。永乐元年四月，命修汝南王府于云南大理府太和县。南明隆武帝封郑成功为延平郡王，在台湾台南建有延平郡王府。